# Benjamin I. Taylor

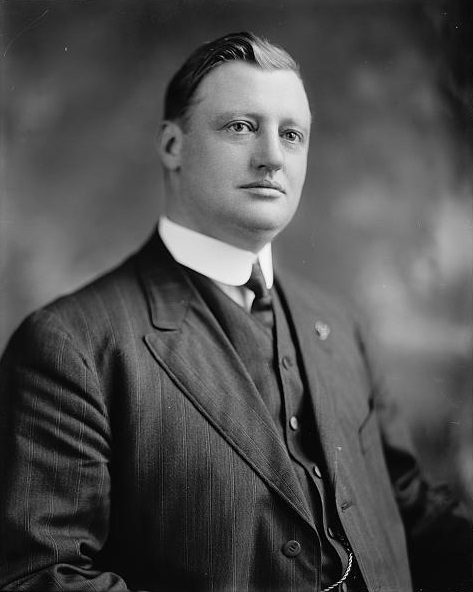
Benjamin I. Taylor

Benjamin Irving Taylor (* 21. Dezember 1877 in New York City; † 5. September 1946 in Harrison, New York) war ein US-amerikanischer Jurist und Politiker. Zwischen 1913 und 1915 vertrat er den Bundesstaat New York im US-Repräsentantenhaus.

## Werdegang
Benjamin Irving Taylor besuchte öffentliche Schulen. Er graduierte an der High School in New Rochelle. Danach studierte er Jura an der Columbia Law School in New York City, wo er 1899 seinen Abschluss machte. Nach dem Erhalt seiner Zulassung als Anwalt im selben Jahr begann er in Port Chester im Westchester County zu praktizieren. Zwischen 1905 und 1913 war er Supervisor in Harrison. Er war Mitglied der Demokratischen Partei.
Bei den Kongresswahlen des Jahres 1912 für den 63. Kongress wurde Taylor im 25. Wahlbezirk von New York in das US-Repräsentantenhaus in Washington, D.C. gewählt, wo er am 4. März 1913 die Nachfolge von Theron Akin antrat. Er erlitt bei seiner erneuten Kandidatur 1914 eine Niederlage und schied nach dem 3. März 1915 aus dem Kongress aus.
Nach seiner Kongresszeit praktizierte er in Port Chester wieder als Anwalt. 1921 wurde er wieder zum Supervisor in Harrison gewählt – ein Posten, den er mit Ausnahme von zwei Jahren bis zum Dezember 1945 bekleidete. Er verstarb ungefähr ein Jahr nach dem Ende des Zweiten Weltkrieges in Harrison. Sein Leichnam wurde auf dem Kensico Cemetery in Valhalla bestattet.